# Basílica de Nuestra Señora de La Vang

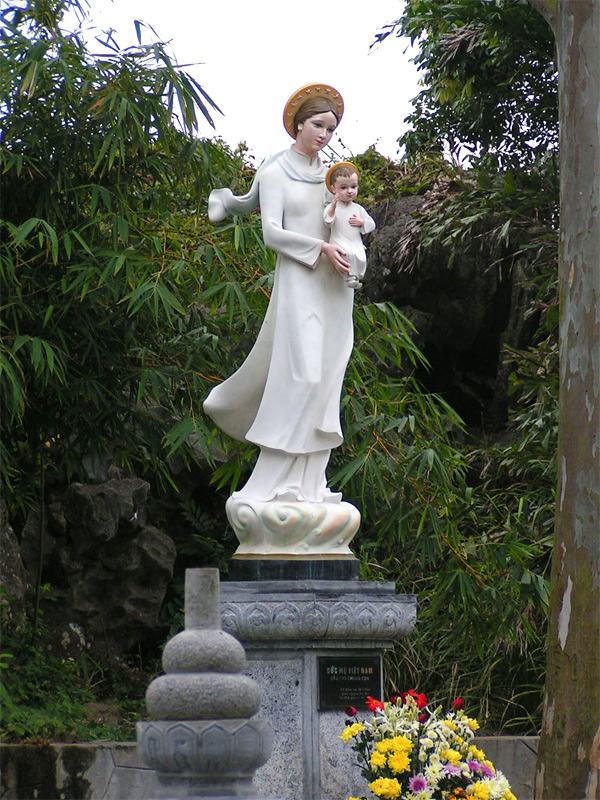
Estatua de Nuestra Señora de La Vang situada junto a la Catedral de Phat Diem, en la provincia de Ninh Binh (Vietnam).

La Basílica de Nuestra Señora de La Vang o Basílica de La Vang es el principal santuario católico y mariano de Vietnam, así como el Santuario Nacional Católico de este país.
El templo es una basílica menor que se encuentra en la Selva de La Vang en la provincia de Quang Tri en el centro de Vietnam y está consagrado a las apariciones de Nuestra Señora de La Vang, patrona de Vietnam.La Iglesia católica conmemora su festividad el 15 de agosto.

## Historia
Ante el temor de la propagación del Catolicismo, el emperador Canh Thinh limita la práctica del Catolicismo en el país. Poco después, el emperador emitió un edicto anticatólico que provocó una persecución. Muchas personas buscaron refugio en la Selva de La Vang donde muchos enfermaron y otros tantos murieron. La comunidad se reunía todas las noches al pie de un árbol a rezar el santo rosario. 
La primera aparición de Nuestra Señora de La Vang fue conocida en 1798, inesperadamente, una noche estos refugiados fueron visitados por la aparición de una bella Señora que vestía un largo manto, sostenía un niño en sus brazos y tenía dos ángeles a su lado. Reconocieron en la Señora a la Virgen María.
La Virgen les enseñó como hervir las hojas de los árboles del lugar para usarlos como medicina. La Virgen María continuó apareciéndose muchas veces a los fieles en el mismo lugar por casi un siglo de persecución religiosa. Desde el tiempo en que Nuestra Señora de La Vang se apareció por primera vez, el pueblo que tomó refugio allí levantó una pequeña capilla en su honor. 
En 1886, después que la persecución oficialmente cesó, el obispo Gaspar ordenó edificar una iglesia en honor a Nuestra Señora de La Vang. A consecuencia de su remota localidad y la limitación de fondos tomó 15 años en completar la iglesia de La Vang. Fue inaugurada por el obispo Gaspar entre el 6 y 8 de agosto de 1901 en una ceremonia solemne donde participaron más de 12.000 personas. El obispo proclamó a Nuestra Señora de La Vang como Protectora de los Católicos.
En el año de 1928 se levantó una iglesia mayor que la anterior para recibir a un mayor número de peregrinos. En agosto de 1962 el Papa Juan XXIII elevó la iglesia de La Vang a la dignidad de Basílica menor. Más tarde, en 1972, durante la guerra de Vietnam esta basílica fue destruida, mientras que el 19 de junio de 1988, el papa Juan Pablo II en la ceremonia de canonización de 117 mártires vietnamitas de forma pública y repetida reconoció la importancia y significación de Nuestra Señora de La Vang y expresó su deseo por ver la basílica totalmente reconstruida. Finalmente el 27 de noviembre de 2000, el Santuario de Nuestra Señora de La Vang fue bendecido por el arzobispo Thomas C. Kelly.
En 15 de agosto de 2012 (día de la Virgen de La Vang), fue colocada la primera piedra de la futura basílica, el nuevo santuario tendrá una arquitectura típicamente vietnamita y podrá acoger a cientos de peregrinos.